# Jaroslav Fišer (1947)
Jaroslav Fišer (1947-2018) byl československý basketbalista.
V československé basketbalové lize odehrál celkem 5 sezón (1972-1977). Hrál za klub Spartak Sokolovo / Sparta Praha (5 sezón). s nímž získal třetí místo (1976), čtvrté místo (1973), dvě šestá místa (1974, 1975) a sedmé místo (1977). V československé basketbalové lize po roce 1962 (zavedení podrobných statistik zápasů) zaznamenal 1104 bodů. 

## Hráčská kariéra

### kluby
- 1972-1977 Sparta Praha: 3. místo (1976), 4. místo (1973), 2x 6. místo (1974, 1975), 7. místo (1977) a celkem 1104 bodů
- Československá basketbalová liga celkem 5 sezón a 1104 bodů